# Centro de Alto Rendimento
Centro de Alto Rendimento (CAR, dt. etwa: Hochleistungszentrum) sind Trainingszentren des Spitzensports in Portugal. Sie sind in etwa vergleichbar mit den deutschen Bundesleistungszentren.
Seit Anfang der 2000er Jahre werden CARs in Portugal eingerichtet.

## Zielsetzung und Trägerschaft

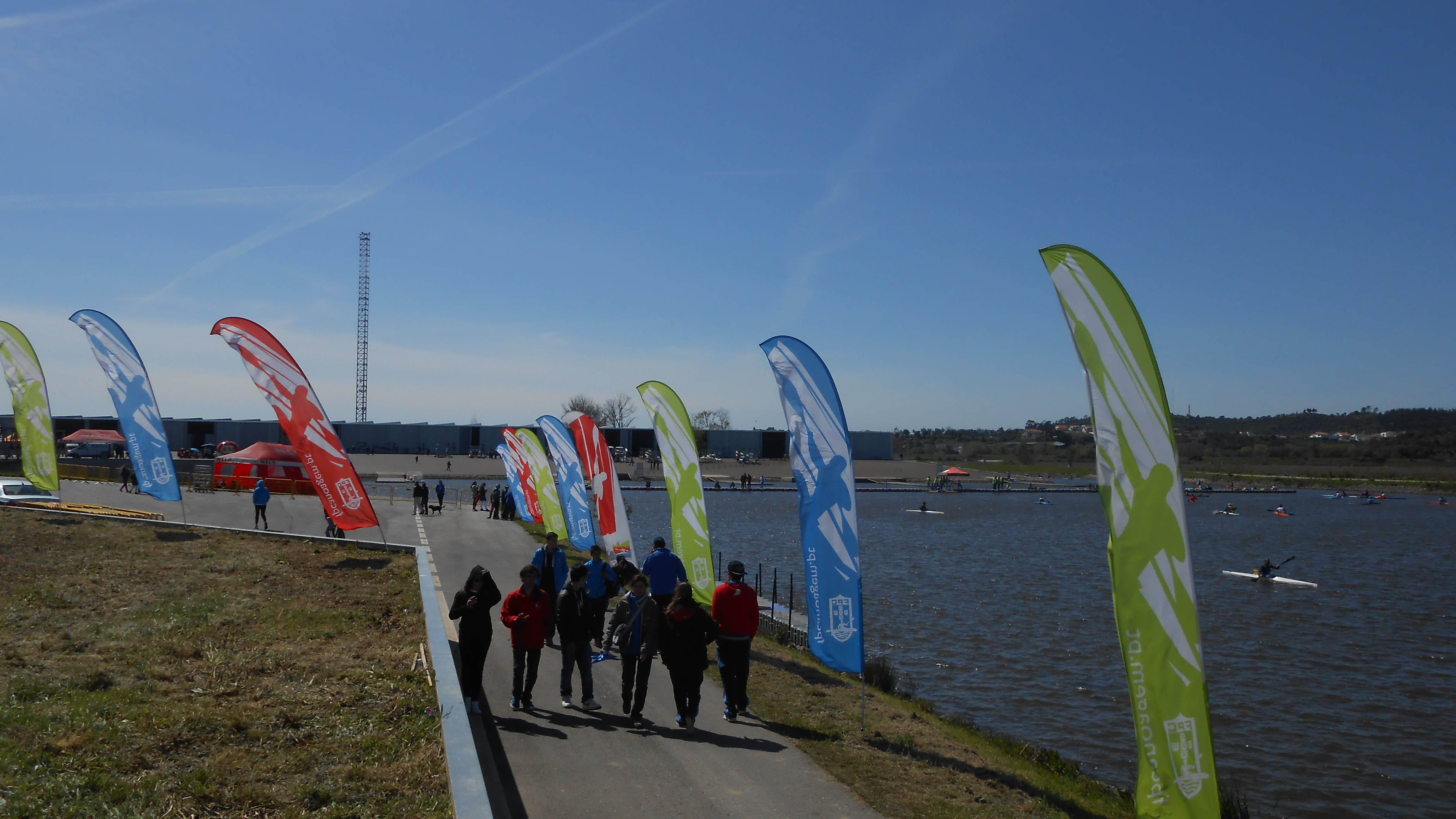
Im Ruder- und Kanu Leistungszentrum von Montemor-o-Velho

Die CARs sollen den Spitzensportlern und Nationalmannschaften optimale Trainingsmöglichkeiten und persönliche Entwicklungsmöglichkeiten in ihrem jeweiligen Sport bieten, um die Leistungen der Athleten im Land zu verbessern. Sie übernehmen dabei auch Aufgaben, die beispielsweise den Olympiastützpunkten in Deutschland zukommen.
Die CARs werden von den kommunalen Kreisverwaltungen (Concelhos) errichtet, in Absprache und unter Mitwirkung der Nationalen Sportverbände, die die CARs danach betreiben oder mitbetreiben, unter maßgeblicher finanzieller Beteiligung der öffentlich-rechtlichen Sportstiftung Fundação do Desporto. Diese erhält hierzu die entsprechenden Zuwendungen des staatlichen Sportinstituts Instituto do Desporto e Juventude. Zudem sind auch die Kommunen und Sportverbände an der Finanzierung beteiligt.
Grundvoraussetzung zur Einrichtung und Anerkennung eines CARs sind einerseits die Einhaltung der aktuellen Anforderungen der internationalen und nationalen Sportverbände in Bezug auf sportlicher, technischer und sanitärer Infrastruktur inkl. sportwissenschaftlichen, psychologischen, ernährungsphysiologischen und therapeutischen Standards. Andererseits müssen die Einrichtungen alltäglich genutzt werden, und dabei auch anderen Sportarten und dem Breitensport allgemein dienen.
Die öffentliche Finanzierung und damit die Einrichtung von CARs strebt die Förderung insbesondere olympischer und paralympischer Sportarten an.

## Bestehende Leistungszentren nach Sportart

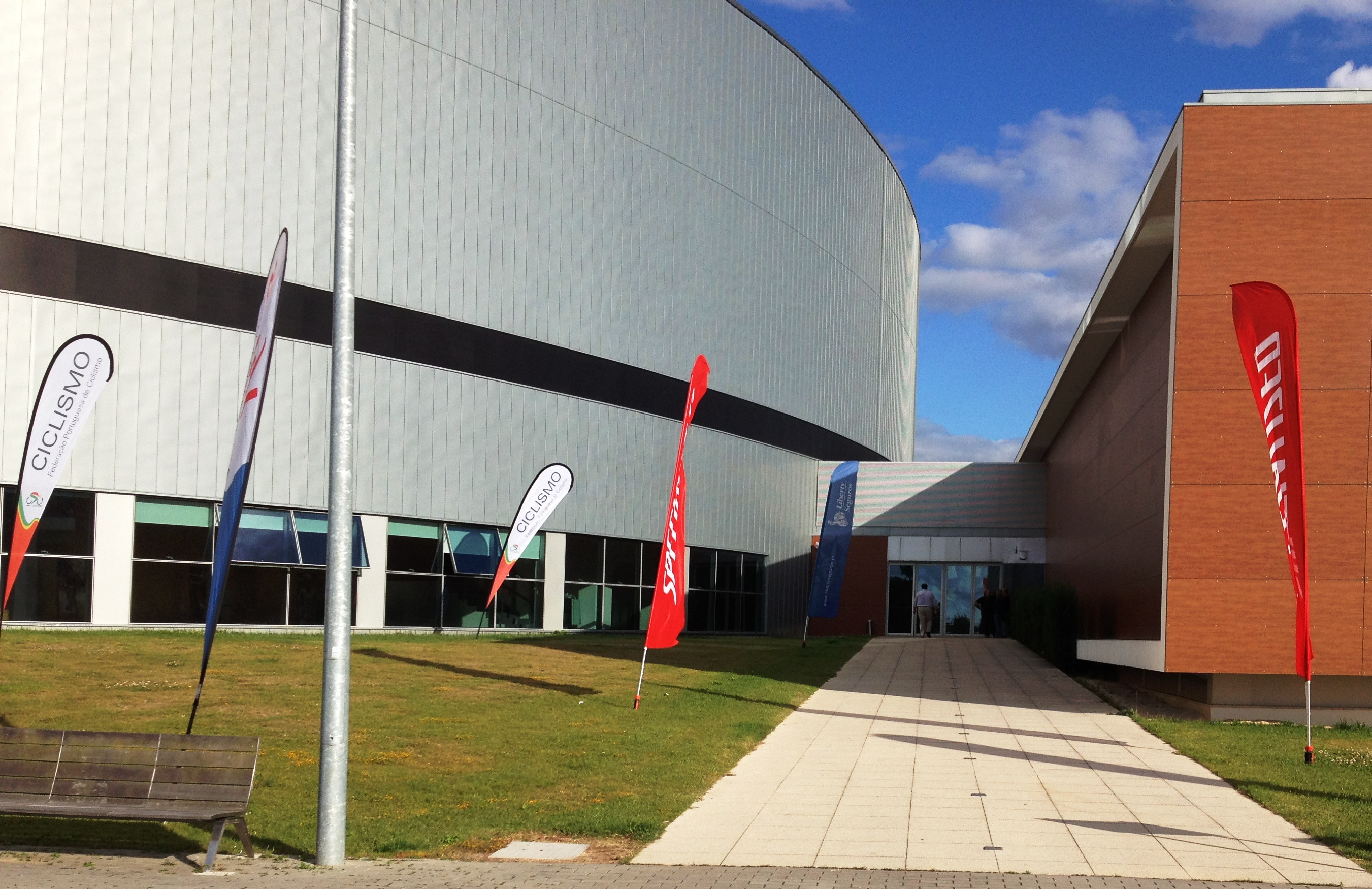
Das Velódromo Nacional, das portugiesische Radsport-Leistungszentrum in Anadia

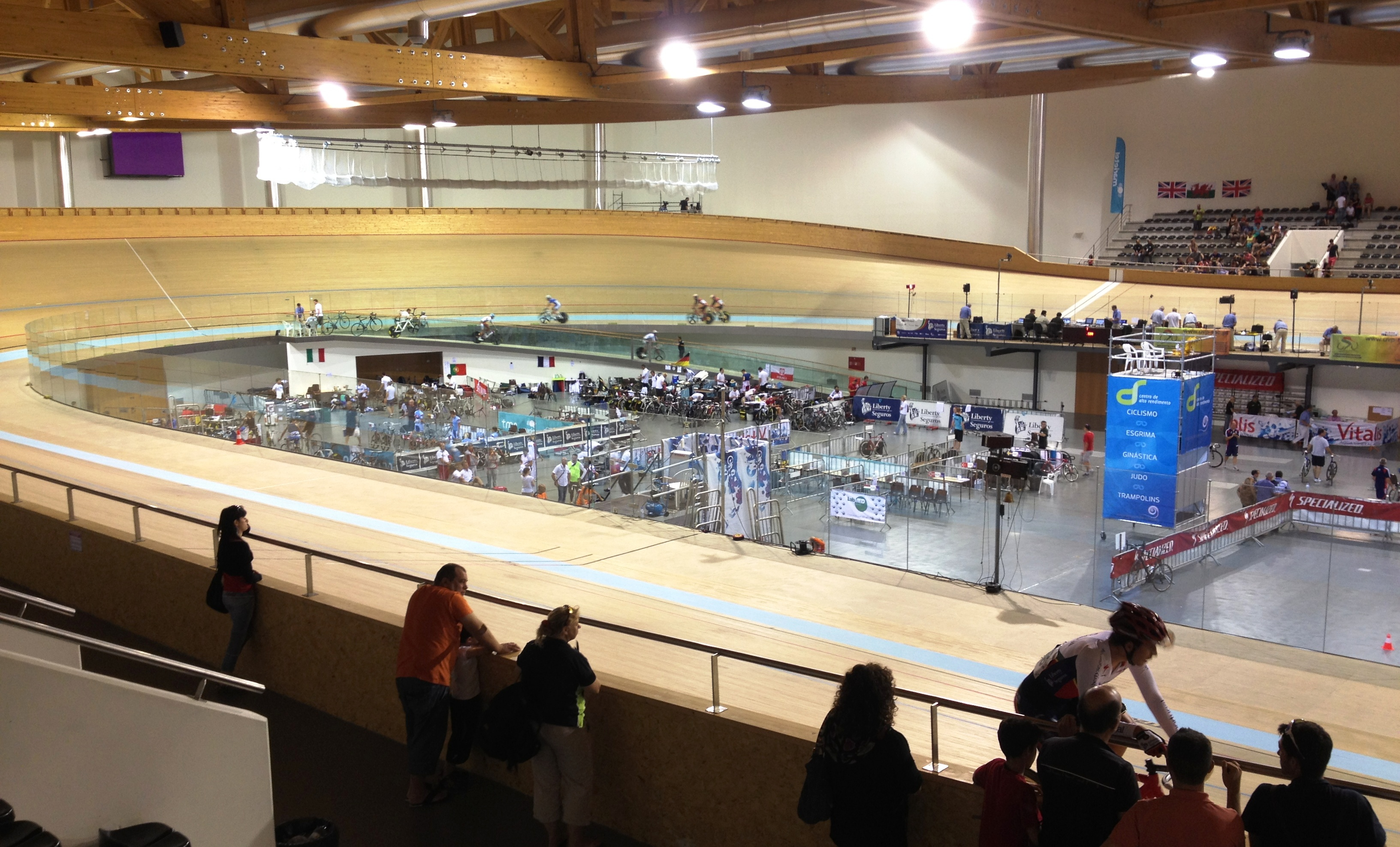
Im Velódromo Nacional

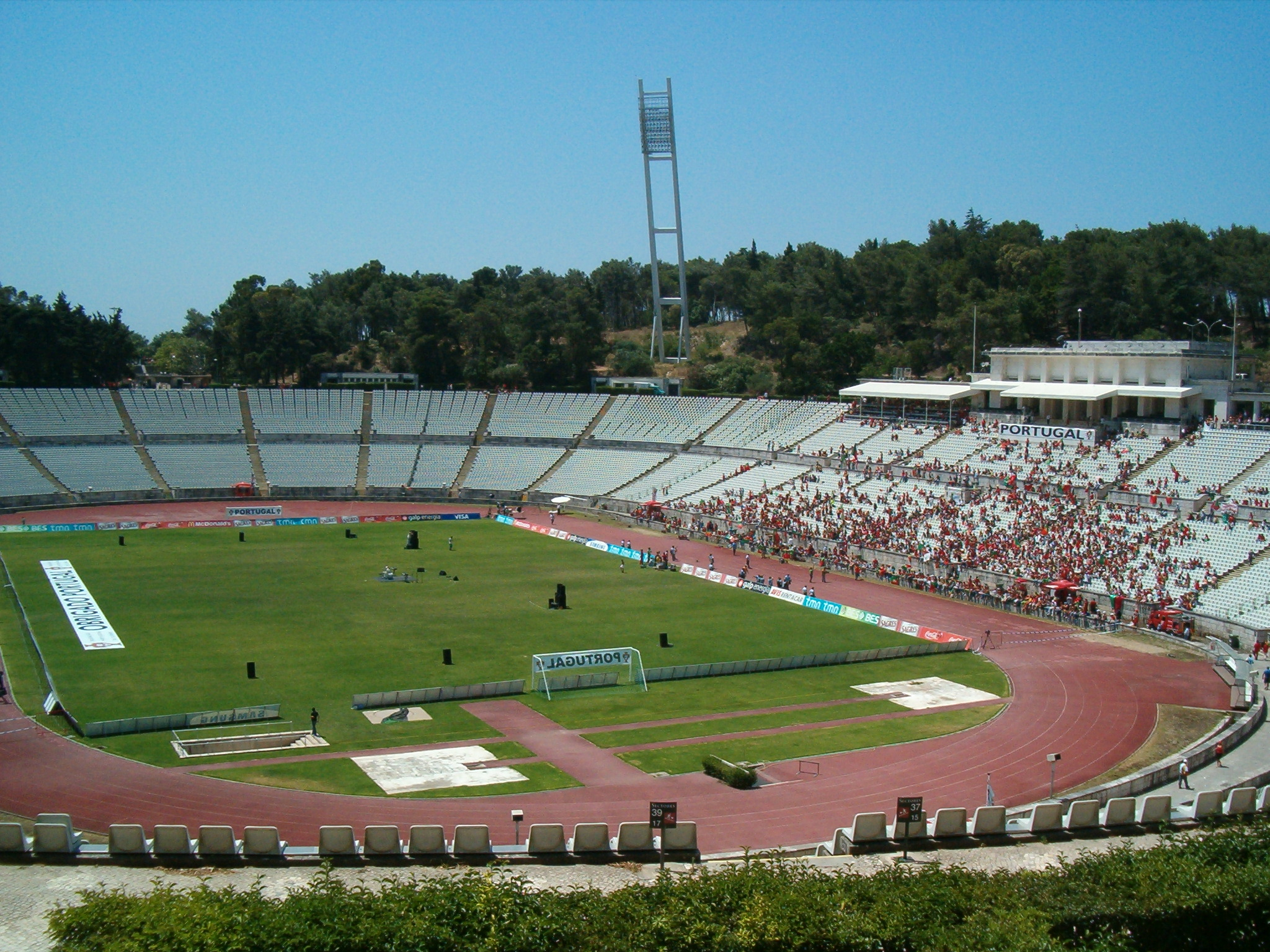
Im Estádio Nacional do Jamor, Teil eines von zwei Triathlon-Leistungszentren

- Badminton: CAR Caldas da Rainha des Badmintonverbands Federação Portuguesa de Badminton
- Fechten: CAR Anadia (im Velódromo Nacional) des Fechtsportverbands Federação Portuguesa de Esgrima
- Judo: CAR Anadia (im Velódromo Nacional) des Judoverbands Federação Portuguesa de Judo
- Kanusport: CAR  Montemor-o-Velho des Kanuverbands Federação Portuguesa de Canoagem
- Leichtathletik: CAR Vila Real de Santo António und Jamor des Leichtathletikverbands Federação Portuguesa de Atletismo und des Weltverbands IAAF
- Radsport: CAR Anadia (im Velódromo Nacional) des Radsportverbands Federação Portuguesa de Ciclismo
- Pferdesport: CAR Golegã des Reitsportverbands Federação Equestre Portuguesa
- Rudersport: CAR Montemor-o-Velho und CAR Pocinho-Vila Nova de Foz Côa des Ruderverbands Federação Portuguesa de Remo
- Schwimmsport: CAR Rio Maior und CAR Montemor-o-Velho des Schwimmverbands Federação Portuguesa de Natação
- Sportgymnastik: CAR Anadia (im Velódromo Nacional) des Gymnastikverbands Federação de Ginástica de Portugal
- Surfsport: CAR Nazaré, CAR São Jacinto-Aveiro, CAR Viana do Castelo und CAR Peniche des Surfverbands Federação Portuguesa de Surf
- Taekwondo: CAR Vila Nova de Gaia des Taekwondoverbands Federação Portuguesa de Taekwondo
- Tennis: CAR Jamor (Oeiras) des Tennisverbands Federação Portuguesa de Ténis
- Tischtennis: CAR Vila Nova de Gaia des Tischtennisverbands Federação Portuguesa de Ténis de Mesa
- Triathlon: CAR Montemor-o-Velho und CAR Jamor des Triathlonverbands Federação de Triatlo de Portugal
- Volleyball: CAR Resende des Volleyballverbands Federação Portuguesa de Voleibol, ein weiteres CAR in Lamego ist geplant